# MI9
O MI9, a Divisão 9 da Direcção Britânica dos serviços de informações militares, foi um departamento secreto do Ministério da Guerra entre 1939 e 1945. Durante a Segunda Guerra Mundial, esta organização teve duas tarefas principais: auxiliar na fuga de prisioneiros de guerra (POWs) aliados mantidos pelos países do Eixo, especialmente a Alemanha nazi ; e ajudar o pessoal militar aliado, especialmente aviadores abatidos, a escapar da captura depois de terem sido abatidos ou presos atrás das linhas inimigas nos países ocupados pelo Eixo.  Durante a Segunda Guerra Mundial, cerca de 35.000 militares aliados, muitos deles ajudados pelo MI9, escaparam dos campos de prisioneiros de guerra ou evitaram a captura e dirigiram-se para países aliados ou neutros depois de ficarem presos atrás das linhas inimigas. 
A atividade mais conhecida do MI9 foi criar e dar suporte a linhas de fuga e evasão, especialmente na França e na Bélgica, o que ajudou 5.000 aviadores britânicos, americanos e outros aliados abatidos a escapar da captura e retornar ao serviço. As rotas habituais de fuga da Europa ocupada eram para o sul, para a Suíça ou para o sul da França e depois através dos Pirenéus, para a Espanha e Portugal (países neutros).  O MI9 treinou soldados e aviadores aliados com tácticas de fuga e evasão e ajudou prisioneiros de guerra a escaparem das prisões, estabelecendo comunicações clandestinas e fornecendo-lhes dispositivos de fuga. 

## Origem
O MI9 foi criado oficialmente em 23 de dezembro de 1939, liderado pelo Major (mais tarde Brigadeiro) Norman Crockatt, anteriormente do "The Royal Scots" (Unidade Militar Real). Em dezembro de 1941, uma subseção do MI9 tornou-se num departamento separado, o MI19 . No início, o MI9 estava localizado no quarto 424 do Metropole Hotel, na Northumberland Avenue, em Londres . Com espaço limitado no Metropole, um andar também foi ocupado no requisitado Great Central Hotel, em frente à estação Marylebone, onde os fugitivos dos campos de prisioneiros da Segunda Guerra Mundial eram informados e questionados sobre a sua jornada para casa.  Depois de uma bomba alemã ter causado pequenos estragos no Hotel Metropole em setembro de 1940, Crockatt mudou o MI9 para uma grande casa de campo em Wilton Park, Beaconsfield, Buckinghamshire . 
Inicialmente, o MI9 recebeu pouco apoio financeiro e tinha falta de pessoal devido a disputas de poder e conflitos de personalidade com o MI6, o "mais antigo e grandioso" dos serviços secretos britânicos. O chefe assistente do MI6 era Claude Dansey, conhecido como ACSS. Dansey manteve, em nome do MI6, um controlo considerável sobre o MI9, com o objetivo de que os serviços secretos emergentes, como o MI9, o Executivo de Operações Especiais (SOE) e o Executivo de Guerra Política (PWE) competissem ou interferissem com a função de recolha de informações do MI6. 
Duas divisões do MI9 que posteriormente ganharam fama foram a Escola de Informações 9, secção D — designada IS9(d) ou “Sala 900” — e a unidade “Q”. A Sala 900 era composta por James Langley e Airey Neave (com o nome de código “Saturday”), que se juntaram ao MI9 em 1941 e 1942, respetivamente. Ambos eram militares que haviam conseguido escapar do cativeiro alemão. Langley e Neave dedicavam-se à criação e apoio de redes de fuga e evasão na Europa. A unidade “Q”, constituída por Christopher Hutton e Charles Fraser-Smith, tinha como missão desenvolver engenhos e dispositivos para auxiliar soldados a escapar ou evitar a captura. Esta unidade viria a ganhar notoriedade na ficção através dos filmes de James Bond.

## Linhas de fuga

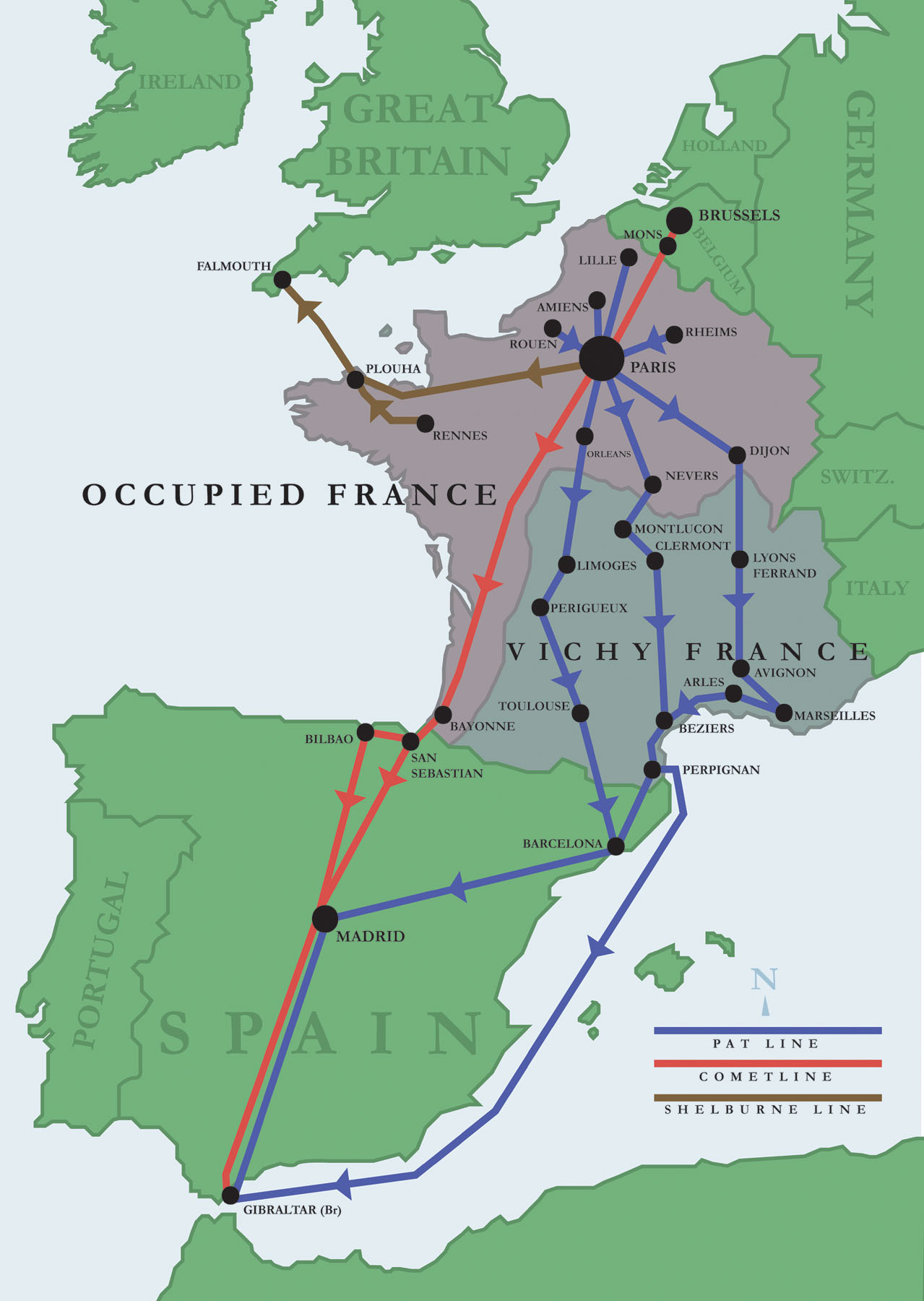
As rotas usadas pelas linhas de fuga para evadir aviadores para fora da Europa Ocidental ocupada.

Vária linhas de fuga para soldados e aviadores aliados presos atrás das linhas inimigas foram criadas após a evacuação de Dunquerque em junho de 1940. A maioria dos soldados britânicos deixados para trás foram capturados ou renderam-se, mas cerca de 1.000 soldados presos em França recusaram-se a render, escaparam da captura pelos alemães e acabaram por retornar à ilha da Grã-Bretanha com a ajuda de linhas de fuga. Inicialmente, as linhas de fuga foram criadas e financiadas pelos cidadãos da França e da Bélgica que se opuseram à ocupação alemã dos seus países. 
Muitos dos soldados presos seguiram para Marselha, na França de Vichy, que era teoricamente independente, mas  na realidade não passava de um estado fantoche da Alemanha nazi. Os moradores de Marselha criaram a Linha Pat O'Leary para ajudar os soldados britânicos em Marselha a escapar para Espanha, sendo de barco ou cruzando os Pireneus a pé. Em julho de 1940, o MI9 enviou um jovem chamado Donald Darling (nome de código "Sunday") para a Espanha e Portugal na missão de ajudar a incipiente linha Pat a evadir soldados de França para Espanha.  Na Bélgica ocupada pelos nazis, os belgas criaram a Linha Cometa . O MI9 tomou conhecimento do Comet em setembro de 1941, quando uma jovem mulher, de seu nome Andrée de Jongh, apareceu desconhecida e sem avisar no Consulado Britânico em Bilbao com um soldado britânico, que havia guiado pela França ocupada pelos alemães desde a Bélgica. Ela prometeu trazer mais soldados se o MI9 pagasse as despesas da Comet Line. Um diplomata britânico, Michael Creswell (nome de código "Monday"), tornou-se o principal contacto da Comet Line em Espanha.  Darling chefiou as operações do MI9 em Portugal e mais tarde em Gibraltar . 
Trabalhar nas linhas de fuga era sem dúvida a atividade de resistência mais perigosa em Europa e cerca de metade dos "ajudantes" (como eram chamados) eram mulheres, na sua maioria jovens, que podiam viajar com menos dificuldade e eram menos desconfiadas pelos alemães do que os homens.   A linha Comet inicialmente rejeitou toda a assistência e aconselhamento do MI9, exceto o reembolso de despesas (US$ 200 a US$ 300 em dólares americanos de 1942 por cada aviador ou soldado entregue a Espanha). A Pat Line também recebeu assistência financeira do MI9 e, a partir de abril de 1942, aceitou operadores sem fio enviados à França pelo MI9 para melhorar as comunicações entre Marselha e a sede do MI9.  
À medida que os bombardeios aliados na Europa ocupada aumentavam em 1942, a ênfase das linhas de fuga voltou-se para o resgate e a evasão de aviadores que haviam sido abatidos ou caídos em território controlado pelos nazistas. Os alemães conseguiram destruir principalmente a linha Pat e enfraquecer a linha Comet, e linhas adicionais foram criadas, às vezes por iniciativa do MI9. O MI9 criou a Shelburne Escape Line, que transportava aviadores abatidos de barco da costa da Bretanha para a Inglaterra e, na Operação Maratona, montou um acampamento secreto para abrigar aviadores abatidos em uma floresta remota até que pudessem ser resgatados pelas forças aliadas após a bem-sucedida invasão da Normandia à França.

## Médio Oriente
No final de 1940, o Tenente-Coronel (mais tarde Brigadeiro) Dudley Clarke chegou ao Cairo a pedido do Comandante-em-Chefe do Oriente Médio, General Sir Archibald Wavell . O papel principal de Clarke era gerenciar a dissimulação militar na região. Como cobertura para essa missão secreta, ele também foi designado para gerenciar a presença do MI9 no Oriente Médio. Depois de Clarke ter criado o seu departamento de dissimulação da Força A, esta cobertura foi alargada a todo o gabinete; e durante algum tempo a Força A representou o MI9 na região até mais tarde na guerra, quando os dois se separaram novamente. 

## Auxílios de fuga
O MI9 fabricou vários equipamentos de fuga que foram enviados para campos de prisioneiros de guerra . Muitos deles foram baseados nas ideias de Christopher Hutton . Hutton mostrou-se tão popular que construiu um bunker subterrâneo secreto no meio de um campo, onde podia trabalhar em paz. 
Hutton fabricou bússolas que eram escondidas dentro de canetas ou botões de túnicas. Ele usou roscas para a esquerda para que, se os alemães as descobrissem e o pesquisador tentasse abri-las, elas simplesmente apertassem. Ele imprimia mapas em seda, para que não fizessem barulho, e os disfarçava de lenços, escondendo-os dentro de alimentos enlatados. Para a tripulação, ele projetou botas especiais com perneiras removíveis que podiam ser rapidamente convertidas para parecerem sapatos civis, e saltos ocos que continham pacotes de comida seca. Uma lâmina de barbear magnetizada indicaria o norte se colocada na água. Alguns dos uniformes extras enviados aos prisioneiros podiam ser facilmente convertidos em trajes civis. Os oficiais presos dentro do Castelo de Colditz pediram e prontamente receberam uma planta completa do castelo para facilitar a sua fuga.
Hutton também projetou uma faca de fuga: uma lâmina forte, uma chave de fenda, três serras, uma gazua, uma ferramenta de arrombamento e um alicate de corte.
O MI9 usou os serviços do ex-mágico Jasper Maskelyne para projetar esconderijos para dispositivos de fuga, incluindo ferramentas escondidas em tacos de críquete e beisebol e mapas escondidos em cartas de baralho. Destacavam-se, nomeadamente, mapas escondidos em tabuleiros de Monopólio e dinheiro real escondido em pilhas de dinheiro de Monopólio.  
Documentos de identidade alemães falsificados, cupons de racionamento e mandados de viagem também foram contrabandeados para campos de prisioneiros de guerra pelo MI9.
O MI9 enviou as ferramentas em pacotes no nome de várias organizações de caridade, geralmente inexistentes. Eles não usaram encomendas da Cruz Vermelha para não violar a Convenção de Genebra e para evitar que os guardas lhes restringissem o acesso. O MI9 dependia de que os alemães não revistassem os pacotes ou de que os prisioneiros (avisados por uma mensagem secreta) pudessem remover o contrabando antes de serem revistados para o sucesso da operação. Com o tempo, os guardas alemães aprenderam a esperar e encontrar os meios de fuga.
O fabricante britânico de jogos Jaques of London foi contratado pelo MI9 para produzir uma variedade de jogos (de jogos de tabuleiro a desporto) que contivessem vários dispositivos de fuga e evasão. Tal incluía jogos de xadrez de viagem e de tamanho normal, com contrabando dentro dos tabuleiros de madeira, das caixas ou das próprias peças de xadrez, raquetes de ténis de mesa, ténis, badminton contendo dinheiro, mapas e bússolas em miniatura, tabuleiros de dardos cheios de dispositivos e ferramentas de fuga, tabuleiros de meio-penny, ocos e cheios de instrumentos de fuga, e jogos em caixas maiores contendo ainda mais contrabando. Foi somente quando máquinas de raios X foram implantadas nos campos de prisioneiros de guerra alemães  que as autoridades alemãs começaram a capturar quantidades significativas de material de fuga.
No sul da China, a unidade do MI9 , Grupo de Ajuda do Exército Britânico, ajudou prisioneiros de guerra em campos japoneses a escapar para a China durante a Segunda Guerra Mundial. O grupo estava intimamente ligado à  Unidade Militar Chinesa de Hong Kong.

## O pós-guerra
Em 1959 , o 23º Regimento de Serviço Aéreo Especial (Reserva) foi formado pela renomeação da Unidade de Reconhecimento da Reserva, sucessora do MI9. 

## Membros notáveis
- Pedro Baker
- Michael Bentine
- Pedro Butterworth [21]
- Donald Querido
- Charles Fraser-Smith
- Christopher Hutton
- James Langley
- Maria Lindell, agente na França
- Airey Neave
- Eric Newby, pós-guerra
- Trix Terwindt, agente holandês

A equipa do MI9 (em Wilton Park. Beaconsfield, Bucks. Fevereiro de 1940)
- Tenente-coronel NR Crockatt (GSO1)
- Tenente-Comandante. PW Rhodes RN
- Capitão C Clayton-Hutton (IO)
- Capitão HBA de Bruyne (IO)
- Capitão L. Winterbottom
- Voo. Tenente AJ Evans
- Grande ataque do CM (GSO3)
- Major VR Isham (GSO2)

## Links externos
- Relatório Histórico do MI9
- A Guerra Mais Secreta de um Marido em MI9 IS9